# الفرقلس
الفرقلس بلدة ومركز ناحية الفرقلس  تتبع منطقة مركز حمص في محافظة حمص. سورية
تقع الفرقلس على طريق تدمر وخنيفيس حيث تبعد مسافة 40 كم شرق مدينة حمص في سوريا، على ارتفاع ما بين 650-677 متراً فوق سطح البحر، على خط العرض 34°36'17.58"شمال وخط الطول 37° 5'16.16"شرق. مساحة الناحية 44 كم2 تقريباً، ويبلغ عدد السكان أكثر من 7400 نسمة عام 2007.
ولموقع البلدة في منطقة مهمة على طريق مناجم الفوسفات السورية وكذلك فيه عدد من معامل الغاز الطبيعي وجميع المراكز الخدمية، الصحية، الخدمات الاجتماعية، الإرشاد الزراعي، والثقافي ومركز للبريد وعدد من المنشأت الصناعية وتتمتع الفرقلس بسوق تجاري كبير.

## تاريخ الفرقلس
الفرقلس بلدة قديمة اسمها مشتق من (بيت بروكليس) في العصر الروماني وحسب الخوري برصوم أيوب وهو إعادة اسم البلدة إلى الكلمتين حسب اللغة السريانية (لغة سورية القديمة) وسميت فرقلس. مرت الفرقلس بالكثير من الأحداث التاريخية ودارت على أرضها معارك مثل معركة التي دارت بين الملكة زنوبيا ملكة تدمر والإمبراطور الروماني أورليان وكذلك في مرحلة تاريخية لاحقة معركة بين سيف الدولة الحمداني وبعض القبائل. وفي البلدة الكثير من الآثار مثل رحى حجرية ومعاصر مخصصة لعصر العنب ولعصر الزيتون قديما وكذلك كنائس ومساكن أثرية.  
يوجد في البلدة عدد من المساجد والكنائس بحكم كون سكانها من المسلمين والمسيحيين.
واشتهرت الفرقلس مؤخراً بسبب وجود آبار للغاز تشغلها شركات مختلفة.